# ガンズ・アンド・ローゼズ
ガンズ・アンド・ローゼズ（英語: Guns N' Roses/略称GN'R）は、アメリカ合衆国出身のロックバンド。1980年代末からヒットを連発し、全米で4,200万枚、全世界で1億枚以上のアルバムセールスを記録した。その後、活動の停滞期が長く続いていたが、2000年代中頃からまた活発な展開をした。ウォール・ストリート・ジャーナルの「史上最も人気のある100のロックバンド」にて9位。
2012年に「ロックの殿堂」入り。ローリング・ストーン誌選出「歴史上最も偉大な100組のアーティスト」第92位。

## 来歴

### 結成（1985年 - 1986年）

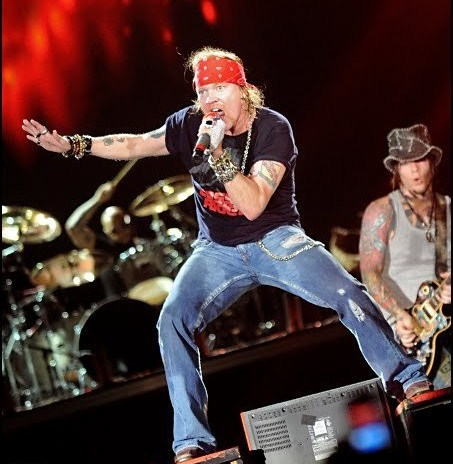
創設者アクセル・ローズ(Vo) 2010年

1984年、新しいボーカリストを探していたL.A.ガンズのトレイシー・ガンズは同居していたハリウッド・ローズのメンバー、イジー・ストラドリンに自身のバンドメイトのアクセル・ローズを薦められる。これをきっかけに、1985年3月、ハリウッド・ローズのアクセル、イジー、L.A.ガンズのトレイシー、ロブ・ガードナー、オーレ・ビーチらによって新バンドが結成される。バンド名は、互いの前身バンド名を組み合わせ、Guns N' Rosesと名付けられた。しかし、このメンバー構成は長続きせず、トレイシー・ガンズをはじめとするL.A.ガンズの3人の元メンバーが相次いで脱退。代わりにベーシストのダフ・マッケイガン、ギタリストのスラッシュ、ドラマーのスティーヴン・アドラーが加入し、初期ラインナップが完成する。なお、アクセル・ローズに5万ドルで引き抜きの話がきたが、「こんな金額じゃガンズ・アンド・ローゼズにははした金だ」と言ってそのオファーを蹴っている。
1986年3月、契約金7万5000ドルでゲフィン・レコードと契約を締結。同年末に疑似ライヴEP、Live ?!*@ Like a Suicideを1万枚限定でリリースし、レコードデビュー。自主レーベルを装ってゲフィン傘下から発売され、すぐに完売した。

### 全盛期（1987年 - 1989年）
1987年7月、アルバム『アペタイト・フォー・ディストラクション』でデビュー。全米ビルボード初登場182位。リリース直後には、ロボットが女性を強姦するジャケットの絵柄に、人権団体などからの抗議により販売が見直された結果、アクセルの右腕のタトゥーである十字架柄に変更した。当初、バンドメンバーのアルコールやドラッグの問題から、MTVがミュージック・ビデオの放映を拒否するが、ゲフィン・レコードの上層部の説得で「ウェルカム・トゥ・ザ・ジャングル」が放映されると一気に人気に火がつき、50週間後に1位まで昇り詰めた。これまでにアメリカで1800万枚以上、世界中では3000万枚近くも売り上げている。このアルバムからのリカット・シングル「スウィート・チャイルド・オブ・マイン」は全米1位を獲得し、「ウェルカム・トゥ・ザ・ジャングル」や「パラダイス・シティ」なども全米10位内にチャートインした。
1988年、Live ?!*@ Like a Suicideにアコースティックソング4曲を加えたEP『GN'R ライズ』をリリース。このEPは、1989年5月にはチャート2位までランクアップし、2作とも全米アルバムチャートのトップ5にランクインさせた。これまでにアメリカ国内だけで500万枚以上、全世界累計では1100万枚以上も売り上げている。

### 安定期から崩壊（1990年 - 1998年）

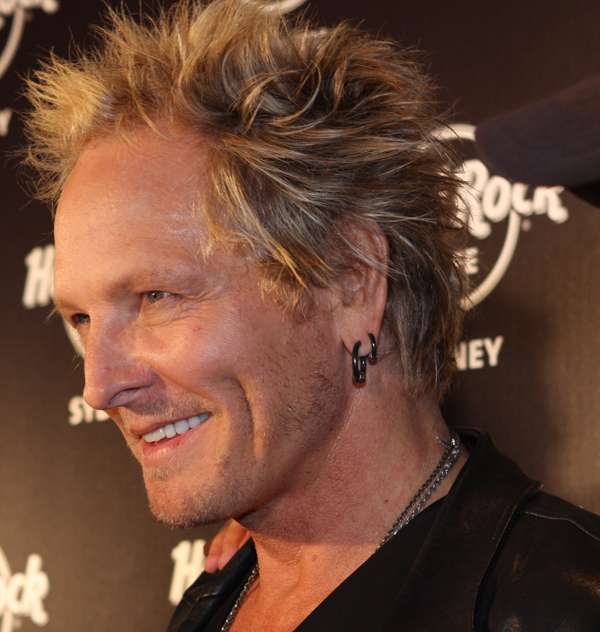
マット・ソーラム(Ds) 2011年

1990年、ドラッグ中毒を原因にドラマーのスティーヴン・アドラーが解雇される。後任にザ・カルトのマット・ソーラムが加入。同時期にキーボードのディジー・リードが加入した。
1991年、4年ぶりのスタジオ・アルバム『ユーズ・ユア・イリュージョン I』、『ユーズ・ユア・イリュージョン II』を2作同時リリースした。世界中のチャートで1位、2位を独占、現在までに合わせて約3500万枚も売り上げている。同年秋、ギタリストのイジー・ストラドリンが脱退。元Candy、元Kill For Thrillsのギルビー・クラークが加入。後にアクセル・ローズは当時を振り返って、同年の『ユーズ・ユア・イリュージョン』ツアーに出たことがオリジナル・ラインナップの崩壊につながったと主張している。
1993年、パンク楽曲を中心にしたカバーアルバム、『ザ・スパゲッティ・インシデント?』をリリース。全米4位にチャートイン。同年、約2年半続いたワールドツアーを終了。合計約700万人以上を動員し、アメリカの経済誌「フォーブス」による「世界で最も稼いだバンド」で1位に。
1994年、ギルビーが解雇され、アクセルが友人のポール・トバイアス（加入時はポール・ヒュージ名義）を独断で加入させる。スラッシュに無断でポールのギターフレーズを追加したシングル『悪魔を憐れむ歌』をリリース。スラッシュとダフがアクセルへの不信感を抱き、脱退のきっかけとなった。
1995年、スラッシュがスラッシュズ・スネイクピット名義でアルバムを発表するも、アクセルが「ガンズ・アンド・ローゼズで発表すべき曲を勝手にリリースした」として訴訟を起こす。1996年、スラッシュが脱退。
1997年、アクセル・ローズがGuns N' Rosesのバンド名を法的に獲得。同時期にマット・ソーラムが解雇される。
1998年春頃、ダフ・マッケイガン脱退。オリジナルメンバーはアクセルだけとなる。

### アクセル・ローズ主導期（1999年 - 2013年）
1999年、映画『エンド・オブ・デイズ』のテーマ曲として、約8年ぶりとなる新曲Oh My Godを発表。この曲は本映画のサウンドトラックに収録されている。同年11月23日、初の2枚組ライブ・アルバム『ライヴ・エラ '87〜'93』をリリース。
2001年、ブラジル、リオデジャネイロにて、ロック・イン・リオに出演。当時メンバーは、バケットヘッド、元プライマスのブライアン・マンティア、ロビン・フィンク、ポール・トバイアス、元リプレイスメンツのトミー・スティンソンら。アクセル自身は表舞台に全く姿を見せていなかったため、見事なまでの"激太り"もアピールしていた。「イッツ・ソー・イージー」の演奏中に観客の一人が着ていたスラッシュのTシャツが気に食わず、ステージ上からセキュリティに命じてTシャツを取り上げるという場面があった。この日は「チャイニーズ・デモクラシー」、「ストリート・オブ・ドリームス」、「マダガスカル」、「シルクウォームズ」などの新曲を披露。
2002年、MTV Video Music Awardsのサプライズ・ゲストとして登場。番組の企画段階から外部への情報をシャットアウトし、一部関係者以外はスタッフにさえも知らされておらず、番組スタッフが機材を運ぶ時に、箱に"Guns & Roses"と書いてあるのを見て、初めて当日の出演を知ったという話もある。夏には4度目となる来日公演として、サマーソニック02へ出演した。開演前の照明トラブルによりスタートが約70分遅れた。一般TVへの放映禁止、カメラマンは専属のカメラマンをつけて、写真もオフィシャル以外での掲載を禁止したため、メディアへの公開は非常に少なかった。大阪では曲中に「トーキョー！」と叫んでしまい、そのあとのMCで「オオサカだったよな。」と謝るシーンがあった。その後、海外のロックフェスへ出演を重ね、新しいラインナップでの活動を本格化していくことになる。
2004年、初のベスト・アルバム『グレイテスト・ヒッツ』をリリース。新曲は一切収録されていないが、全米だけで600万枚を超える売り上げを記録した。アクセルと元メンバーのスラッシュ、ダフは、「自身の承諾を得ていない作品」として、ゲフィン・レコードを提訴している。同年、過去にバンドを脱退したスラッシュ、ダフ・マッケイガン、マット・ソーラムらヴェルヴェット・リボルヴァーを結成。

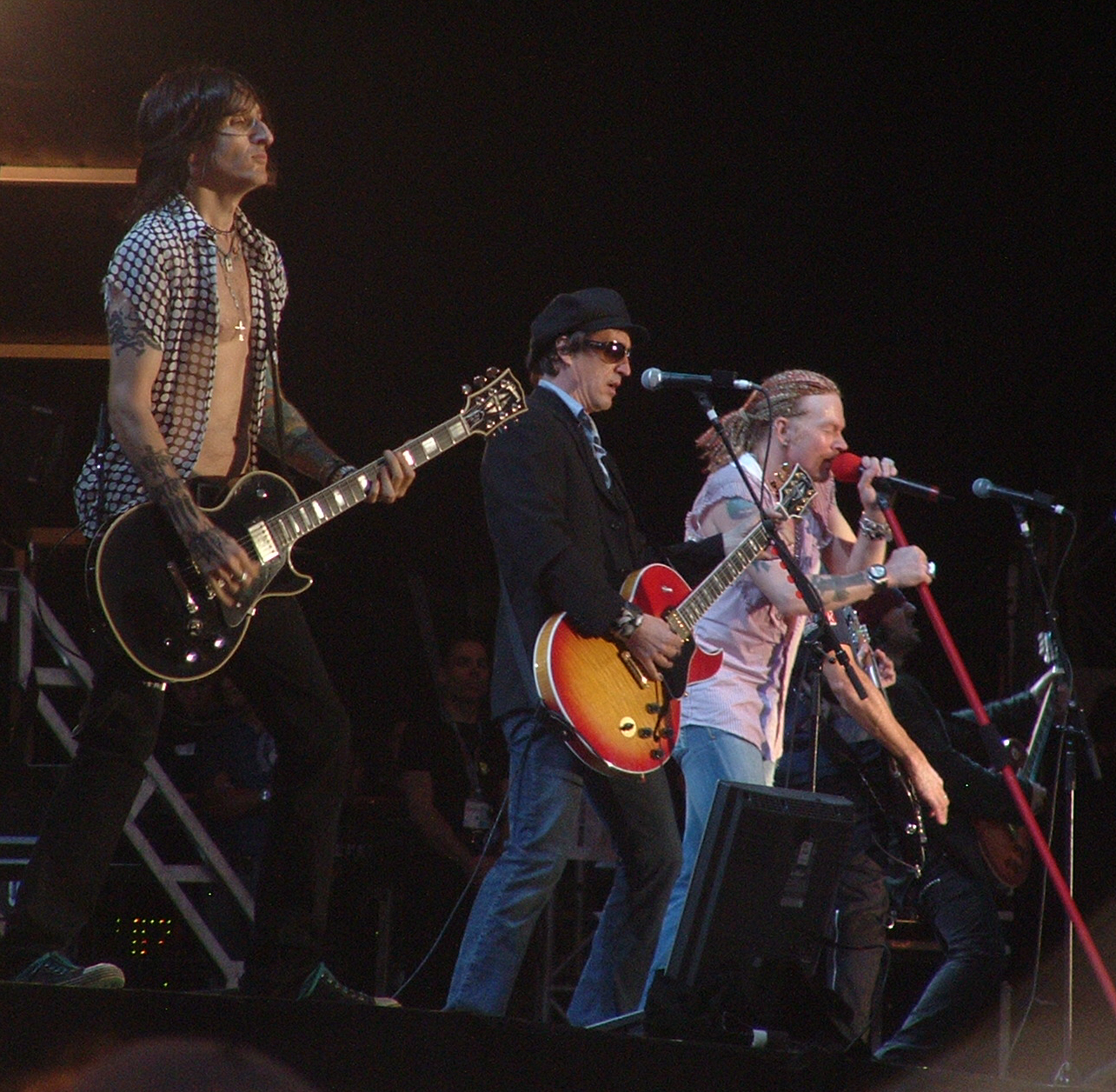
イングランド・レスターシャー公演 (2006年7月)

2006年、MTV Video Music Awardsに、ラストパフォーマンスアーティストのザ・キラーズの紹介として、アクセルが登場。たった10秒間の登場であったが、アクセルがこのためだけにテレビ出演するのは初めてである。また、一部のツアーでイジーが仮復帰し、大きな話題となった。
2007年7月14日、14年ぶりとなる単独来日ツアーを開始。初日は予定より59分押し、2日目は150分以上押しでの開演となったが、初日の終演後、現体制では初めての「ドント・クライ」を演奏したり、2日目にもアクセルが退場後に姿を見せるなど、他公演では見られなかったパフォーマンスとともにツアーは成功に終わった。このツアーでは、7月18日に約19年振りとなる日本武道館での公演も行った。同年9月、バンド結成前から『アペタイト・フォー・ディストラクション』発売直後まで彼らを追いかけ続けたスラッシュの親友、マーク・カンターによる本『レックレス・ロード』が発売された。
2008年3月27日、アクセルは公式サイトにて、ヴェルヴェット・リヴォルヴァーのマネージメントでもあるアーヴィン・エイゾフが率いるエイゾフ・ミュージック・マネジメントと新たに契約したことを発表。同年10月16日、ユニバーサルミュージック公式サイトにて、年内に新アルバムを世界同時リリースすると正式発表。その後、未発表曲9曲を自身のサイトで流したブロガーが著作権法違反の容疑で逮捕される事件も起きた。同年11月23日、アルバム『チャイニーズ・デモクラシー』をリリースした。
2009年1月30日、バンド結成前から「アペタイト」発売直後までの秘蔵の写真900点と当時の関係者20人以上の証言を取りまとめた『レックレス・ロード』の日本語版が発売。同年3月21日、今後のツアーにおけるロビン・フィンクの代役として、DJアシュバが加入。同年12月、「チャイニーズ・デモクラシー ワールドツアー」として、アジアで4公演のツアーを行う。台湾、韓国公演に続き、2年ぶりの来日を果たし、大阪と東京で公演を開催。大阪公演は午後9時過ぎから3時間を超えるパフォーマンスを行い、終了時間は次の日の0時12分であった。3日後の東京では、午後6時35分頃から3時間半を超える公演を行って、アジア・ツアーは終了した。

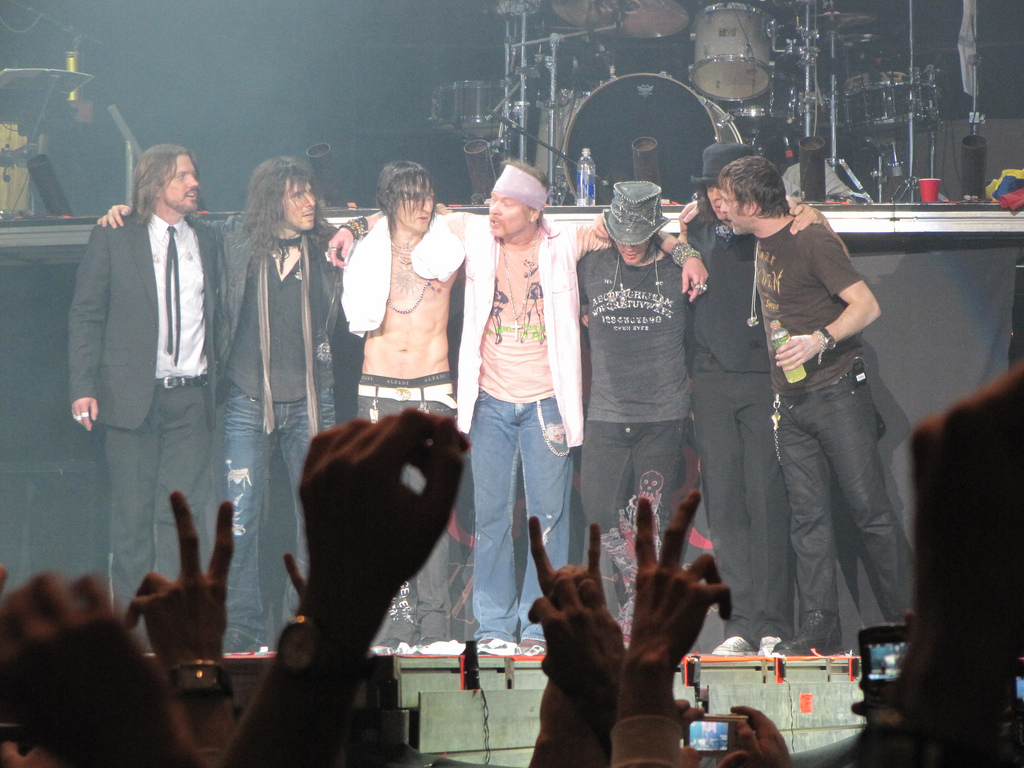
2010年のグループショット

2010年1月、カナダ公演。同年3月-7月、南米、ロシア、北欧公演。同年4月、スラッシュのソロ・アルバムに、アクセルを除いた結成時のオリジナルメンバー全員が参加した。8月、レディング・フェスティヴァルで終了時間に制限があるため、事前に警告されていたにも拘らず1時間の遅刻をし、アンコールの前に主催者側によりPAシステムの電源は停止。さらに翌月には、ダブリンに於いて40分遅刻した際、ファンからペットボトルなどを投げつけられるなどしたため、ショーを20分で切り上げて帰ろうとした（スタッフの説得によりフルセットを演奏した）。
2012年にロックの殿堂入りを果たし、授賞式を4月14日に控えていたが、2日前にアクセルは来場をキャンセル、またイジーも欠席、当日はスラッシュとダフ・マッケイガン、スティーヴン・アドラー、マット・ソーラムの4人が集結した。プレゼンターとしてグリーン・デイが登場し、ビリー・ジョー・アームストロングがアクセルの名を挙げようとすると、観客からブーイングが起こった。それに対しビリーは「大抵のシンガーっていうのはクレイジーなものなんだよね。それは俺が保証するよ。アクセルは歴史上マイクを握ったフロントマンのなかでも最高のひとりだよ。でも、前に進むためには時々、自分の人生のずっと前の方の章を読み返さなきゃならないこともあるんだよ」と諭した。また、『スウィート・チャイルド・オブ・マイン』『ミスター・ブラウンストーン』『パラダイス・シティ』の3曲を披露、アクセルの代役にマイルス・ケネディが、イジーの代役には18年振りにギルビー・クラークが参加した。同年12月18日、インドネシア公演に続いて、急遽来日。Zepp Tokyoにて1回限りのショーを行った。セットリストなどは、2009年のチャイニーズデモクラシーワールドツアーの時とほぼ同一。機材トラブルの関係で、開場が2時間遅れた。

### メンバーの復帰（2014年 - 現在）

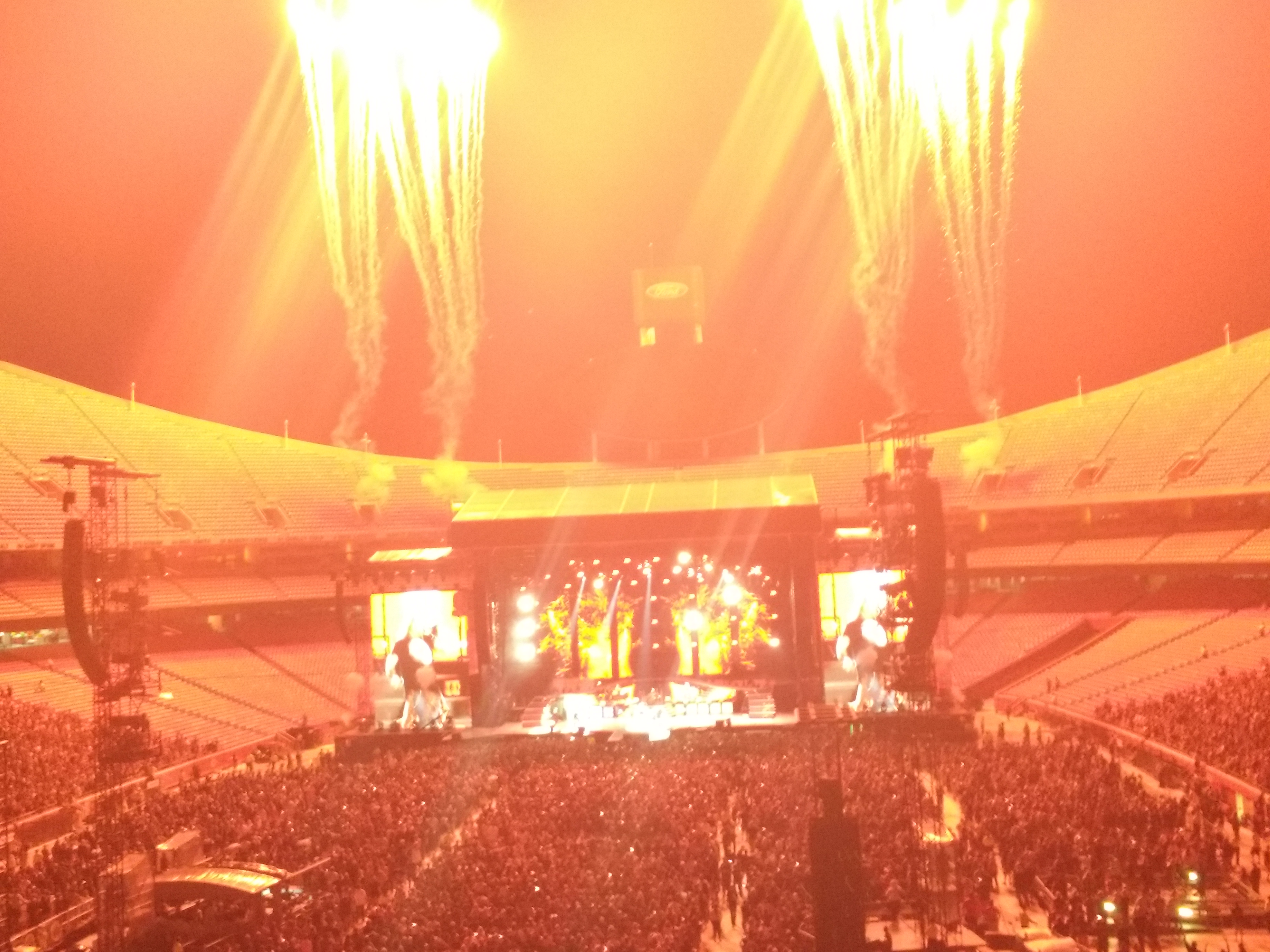
USA.カンザスシティ公演 (2016年6月)

2014年、トミーがバンドの再結成に参加するため一時離脱した。また、ダフが一時復帰した。
2015年10月頃から、音楽ニュースでオリジナルラインアップの復活が噂されるようになる。翌2016年1月、「コーチェラ・フェスティバル 2016」にヘッドライナーとしての出演を発表。同時に、かねてから取り沙汰されていたスラッシュ、ダフの復帰が正式に発表された。4月から「Not in This Lifetime...」と題したライブツアーを開始。タイトルは日本語で「生きてる間にはあり得ない」という意味で、かつてアクセルがインタビュアーにスラッシュらとのガンズ再結成の可能性を聞かれたときの返答に由来する。夏からはスティーヴン・アドラーが散発的ながら客演した。
アクセルとスラッシュの仲が険悪になっていたことは、過去に本人たちの様々なインタビューやドキュメンタリーなどで語られた事実ではあったが、今回の復帰については後にアクセルがダフと出演したインタビューで和解した経緯を語った。

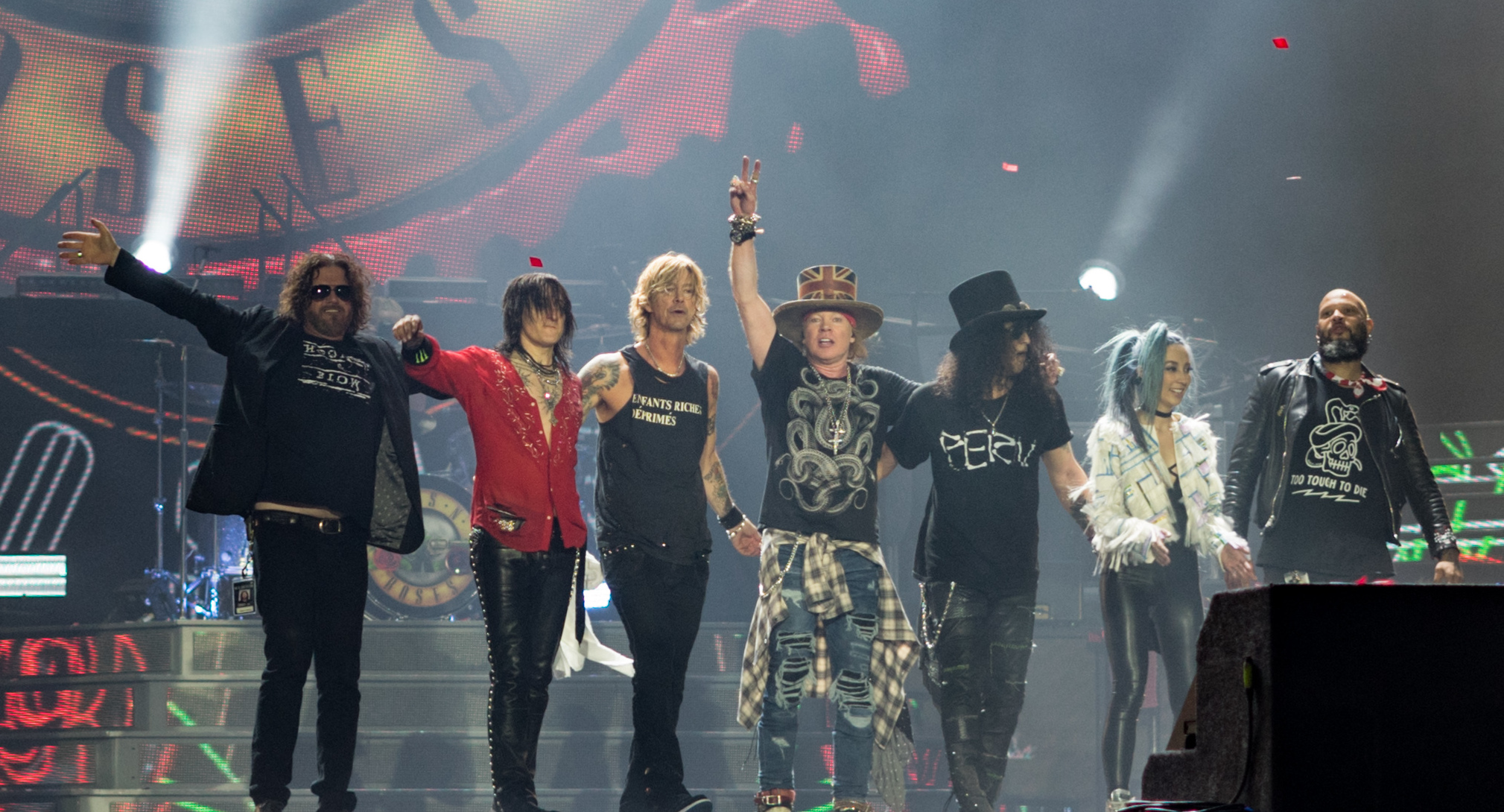
2017年のグループショット

同年、アクセルは足を骨折。ライブは車いすで決行することとなったことを知ったフー・ファイターズのデイブ・グロールが同じく足を骨折した際に利用した特注の椅子をアクセルに贈り、その椅子に座ったままのパフォーマンスを回復するまで披露した。かつてニルヴァーナがアクセルに対してかなり挑発的な行動をしていたことなどから、この出来事もニュースで取り沙汰されることとなった。
また、同年AC/DCのボーカル、ブライアン・ジョンソンが耳の不調によりドクターストップがかかり、ツアー途中からアクセルがシンガーとして参加した。
2017年1月、クラシックメンバー復帰後初の来日公演。同10月、「ザ・フー」とのジョイントライブをアルゼンチンにて開催した。
2016年から2018年の約3年間に行われた『Not in This Lifetime... Tour』は総計5億633万ドルの興行収益を上げ、総動員数は437万7126人で「史上最も成功したコンサートツアー」世界3位の記録とされている。

## メンバー

### デビューから全盛期のメンバー
- アクセル・ローズ（W.Axl Rose ,Vocal）(1985- )

1962年2月6日、インディアナ州ラファイエット出身。出生名William Bruce Rose Jr.。
- スラッシュ（Slash ,Guitar）(1985-96, 2016- )

1965年7月23日、イングランド・ロンドン出身。本名Saul Hudson。
- イジー・ストラドリン（Izzy Stradlin ,Guitar）(1985-1991)

1962年4月8日、インディアナ州ラファイエット出身。本名Jeffery Dean Isbell。
- ダフ・マッケイガン（Duff McKagan ,Bass）(1985-98, 2016- )

1964年2月5日、ワシントン州シアトル出身。本名Michael Andrew McKagan。
- スティーヴン・アドラー（Steven Adler ,Drums）(1985-1990)

1965年1月22日、オハイオ州クリーブランド出身。

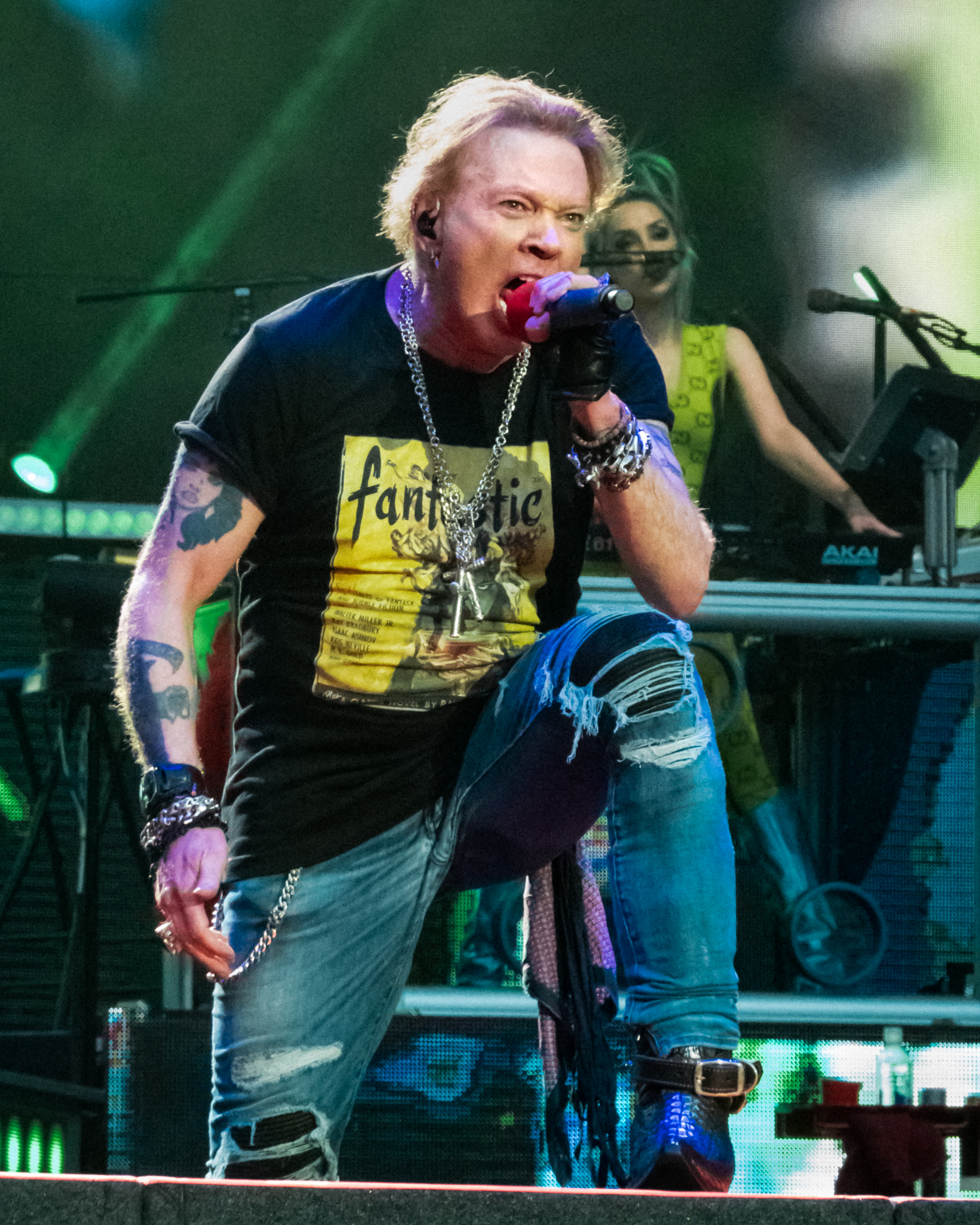
アクセル・ローズ(Vo) 2022年
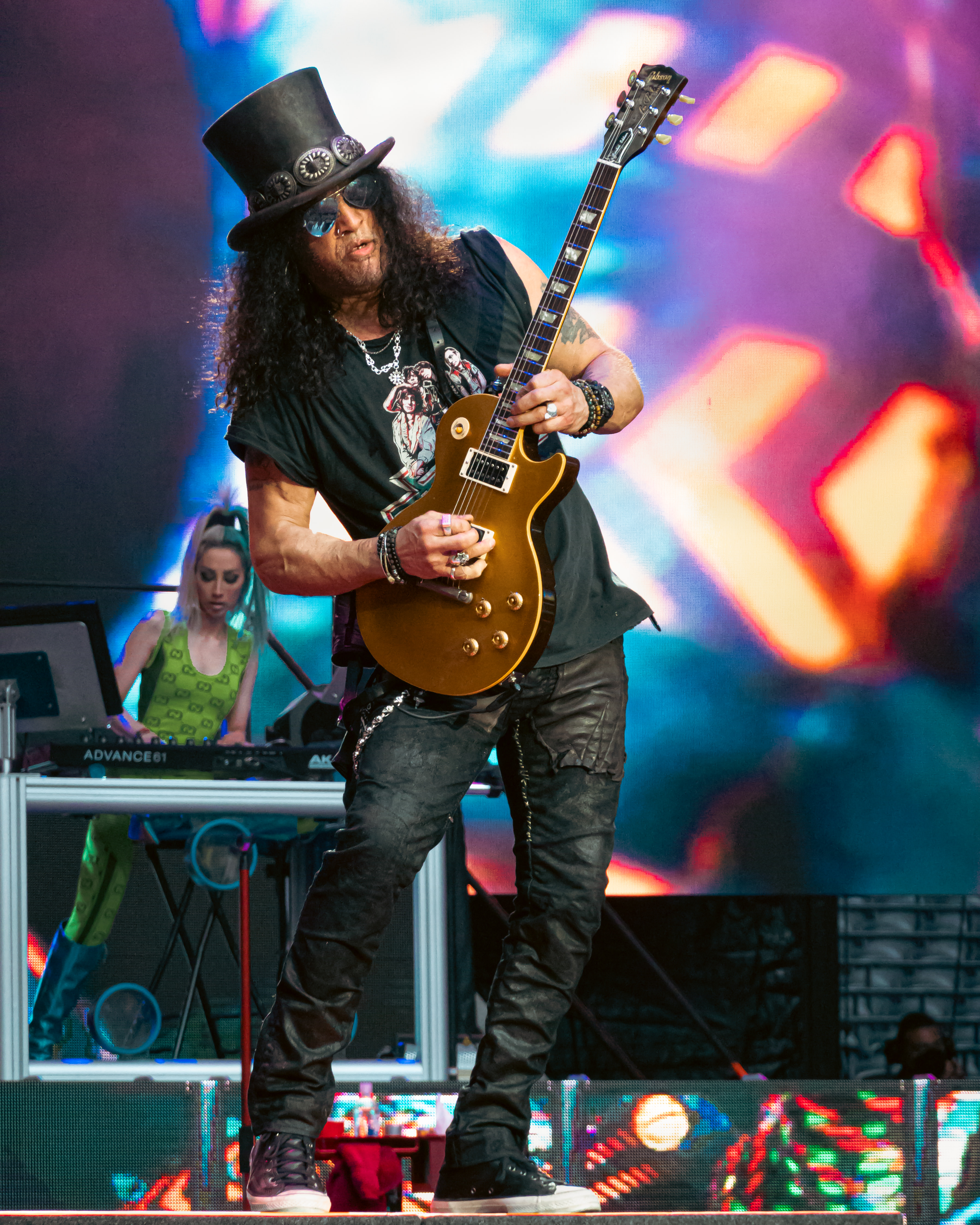
スラッシュ(G) 2022年
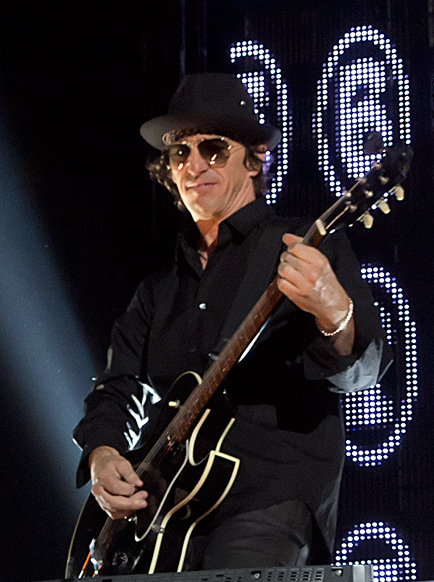
イジー・ストラドリン(G) 2012年
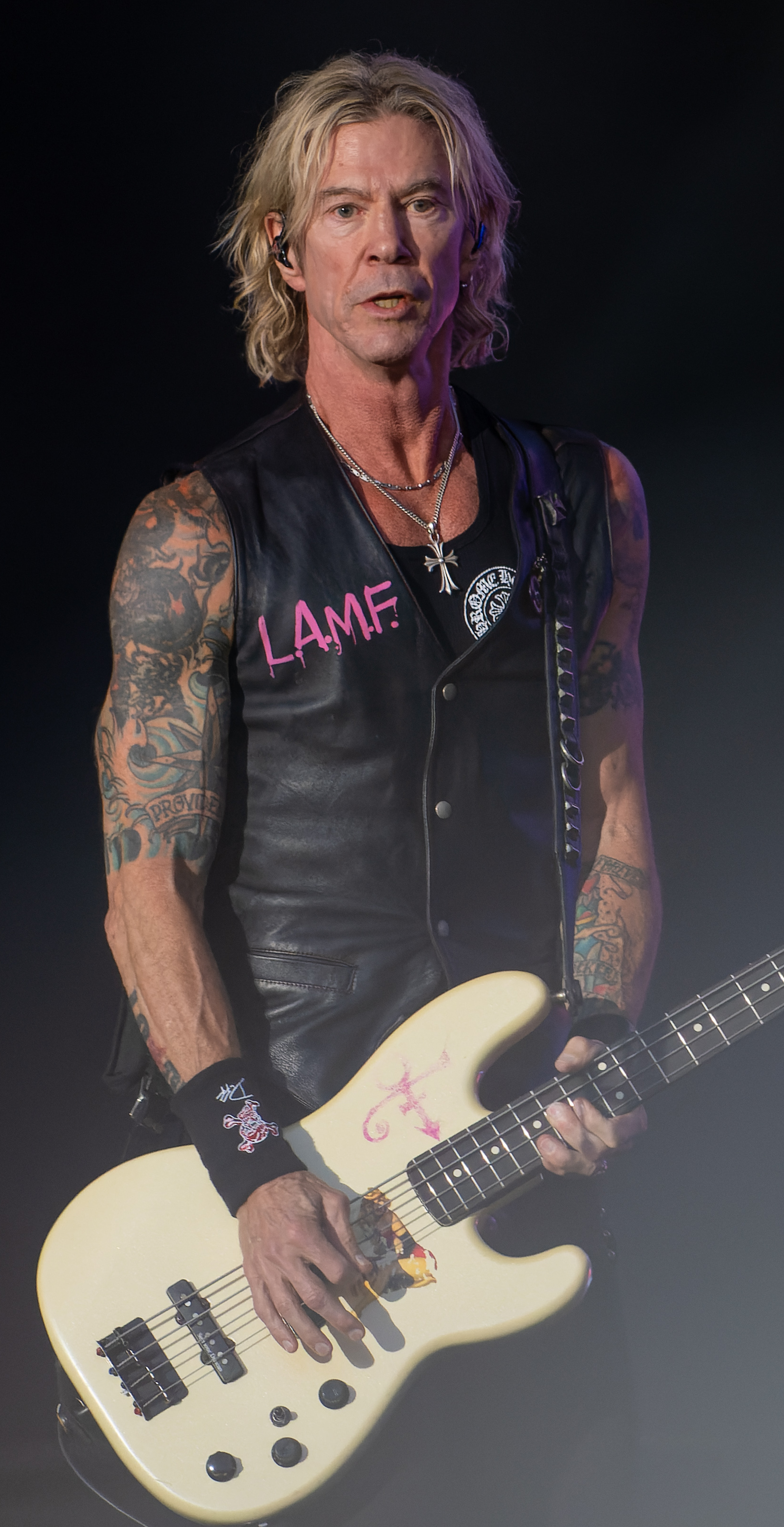
ダフ・マッケイガン(B) 2023年
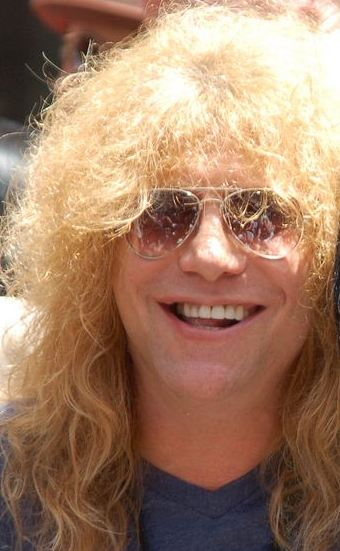
スティーヴン・アドラー(Ds) 2012年

### 現ラインナップ
- アクセル・ローズ Axl Rose - ボーカル (1985- )
- スラッシュ Slash - ギター (1985-96, 2016- )
- ダフ・マッケイガン Duff McKagan - ベース (1985-98, 2016- )
- ディジー・リード Dizzy Reed - キーボード (1990- )
- リチャード・フォータス Richard Fortus - ギター (2002- )
- メリッサ・リーズ Melissa Reese - キーボード (2016- )
- アイザック・カーペンター Isaac Carpenter - ドラム(2025- )

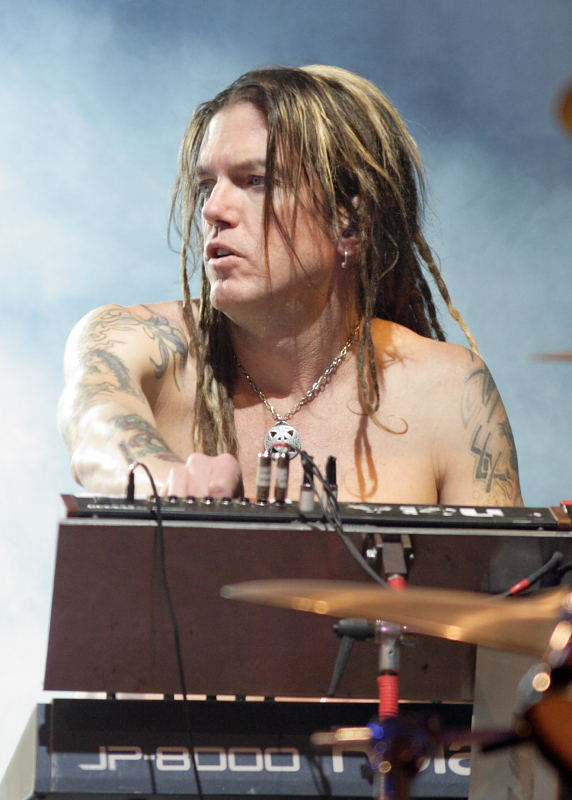
ディジー・リード(Key) 2006年
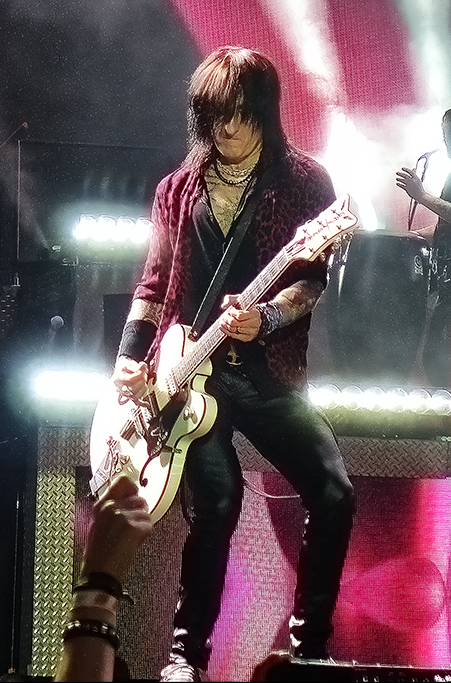
リチャード・フォータス(G) 2023年
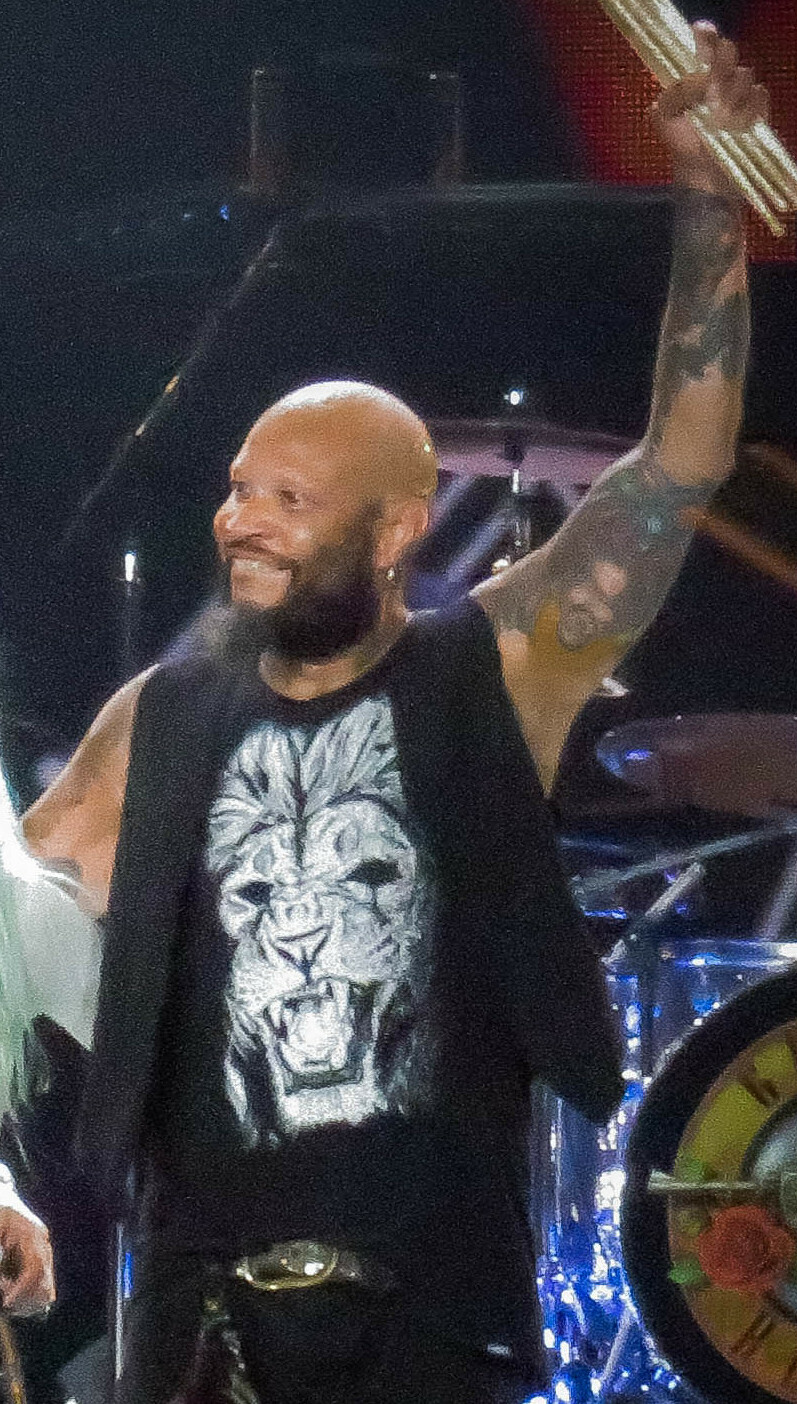
フランク・フェラー(Ds) 2016年
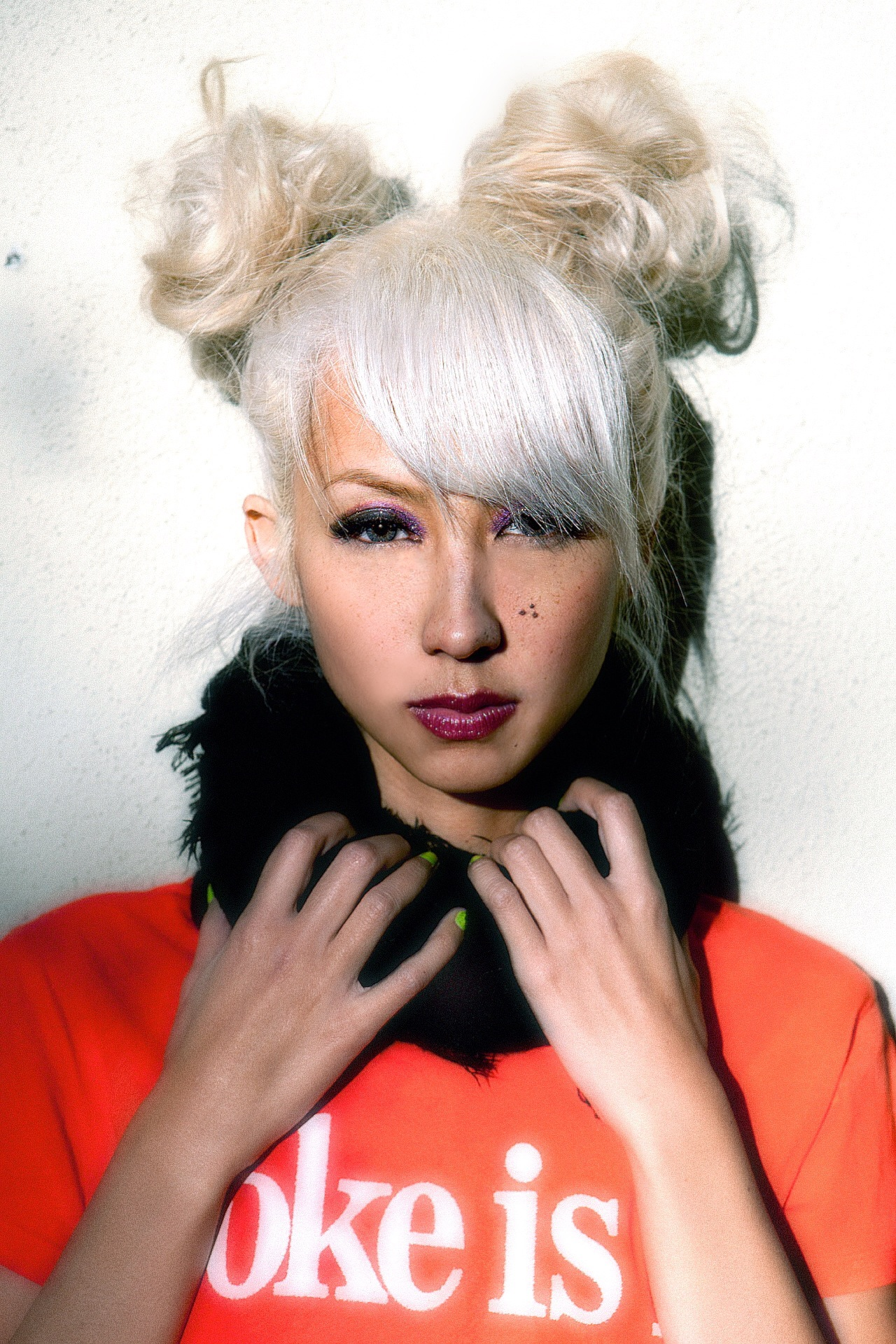
メリッサ・リーズ(Key) 2012年

### 旧メンバー
- イジー・ストラドリン Izzy Stradlin - ギター (1985-1991)
- トレイシー・ガンズ Tracii Guns - ギター (1985)
- ロブ・ガードナー Rob Gardner - ドラムス (1985)
- オレ・ベイチ Ole Beich - ベース (1985)
- スティーヴン・アドラー - ドラムス (1985-1990)
- マット・ソーラム Matt Sorum - ドラムス (1990-1997)
- ギルビー・クラーク Gilby Clarke - ギター (1991-1994)
- ポール・トバイアス Paul "Huge" Tobias - ギター (1994-2002)
- ロビン・フィンク Robin Finck - ギター (1997-1999, 2000-2008)
- ジョシュ・フリース Josh Freese - ドラムス (1997-2000)
- トミー・スティンソン Tommy Stinson - ベース (1998-2016)
- クリス・ピットマン Chris Pitman - キーボード (1998-2016)
- バケットヘッド Buckethead - ギター (2000-2004)
- ブライアン・マンティア Bryan "Brain" Mantia - ドラムス (2000-2006)
- ロン・サール Ron "Bumblefoot" Thal - ギター (2006-2014)
- DJアシュバ DJ Ashba - ギター (2009-2015)
- フランク・フェラー Frank Ferrer - ドラムス (2006-2025)

## 音楽性
- 1980年代末に現れたハードロックバンドであり、ファーストアルバム『アペタイト・フォー・ディストラクション』では、普遍的なハードロックサウンドではあるが、その中にもハードロック的亜種性が窺える。
- 音楽的には、ロックンロールやパンク、HM/HRなどの影響下にあったが、草創メンバーがLAメタルの中期にLAにて活動を開始し、LAメタル後期のグラムファッションを牽引し（ガンズ・アンド・ローゼズ自体がLAメタルに内包されるLAグラムに分類されるともいう）、かつ、バンドの中心人物であったイジー・ストラドリンがニッキー・シックスが結成したLONDON（後のD'PRIEST）なるバンドに1980年代初頭に在籍していた経験があるため、この範疇に捉えられることがあった。また、同時期にLAのクラブで活動し、1990年代にかけてブレイクしたバンドに、ポイズン（LAメタル後期の代表格）、レッド・ホット・チリ・ペッパーズ（LAメタルではないが、ガンズ・アンド・ローゼズとは別の日に同じクラブに出演していた）、ジェーンズ・アディクション（同/デイヴ・ナヴァロのバンド加入説が根強く（イジーの後任とスラッシュの後任の2度）浮上したのは、アクセルの音楽的志向のみならず、古くからの友人関係にあったともされる）がある。
- 『ユーズ・ユア・イリュージョン I』 『ユーズ・ユア・イリュージョン II』では、ストリングスや打ち込みを使った曲、長編バラードも散見され、その音楽性が広がりを示している。
- 前述の通り、セックス・ピストルズ等のパンクにも影響を受け、『ザ・スパゲティ・インシデント?』では、彼らがかつて影響を受けたパンクを多くカバーしている。
- ポール・マッカートニーの「007 死ぬのは奴らだ」、ボブ・ディランの「天国への扉」、ザ・ローリング・ストーンズの「悪魔を憐れむ歌」「ジャンピン・ジャック・フラッシュ」、AC/DC「ホール・ロッタ・ロージー」、エアロスミスの「ママ・キン」をカバーしている。

## ディスコグラフィ

### スタジオ・アルバム
- 『アペタイト・フォー・ディストラクション』 - Appetite for Destruction (1987年)
- 『GN'Rライズ』 - GN'R Lies (1988年)
- 『ユーズ・ユア・イリュージョン I』 - Use Your Illusion I (1991年)
- 『ユーズ・ユア・イリュージョン II』 - Use Your Illusion II (1991年)
- 『ザ・スパゲティ・インシデント?』 - The Spaghetti Incident? (1993年)
- 『チャイニーズ・デモクラシー』 - Chinese Democracy (2008年)

## 主な受賞歴

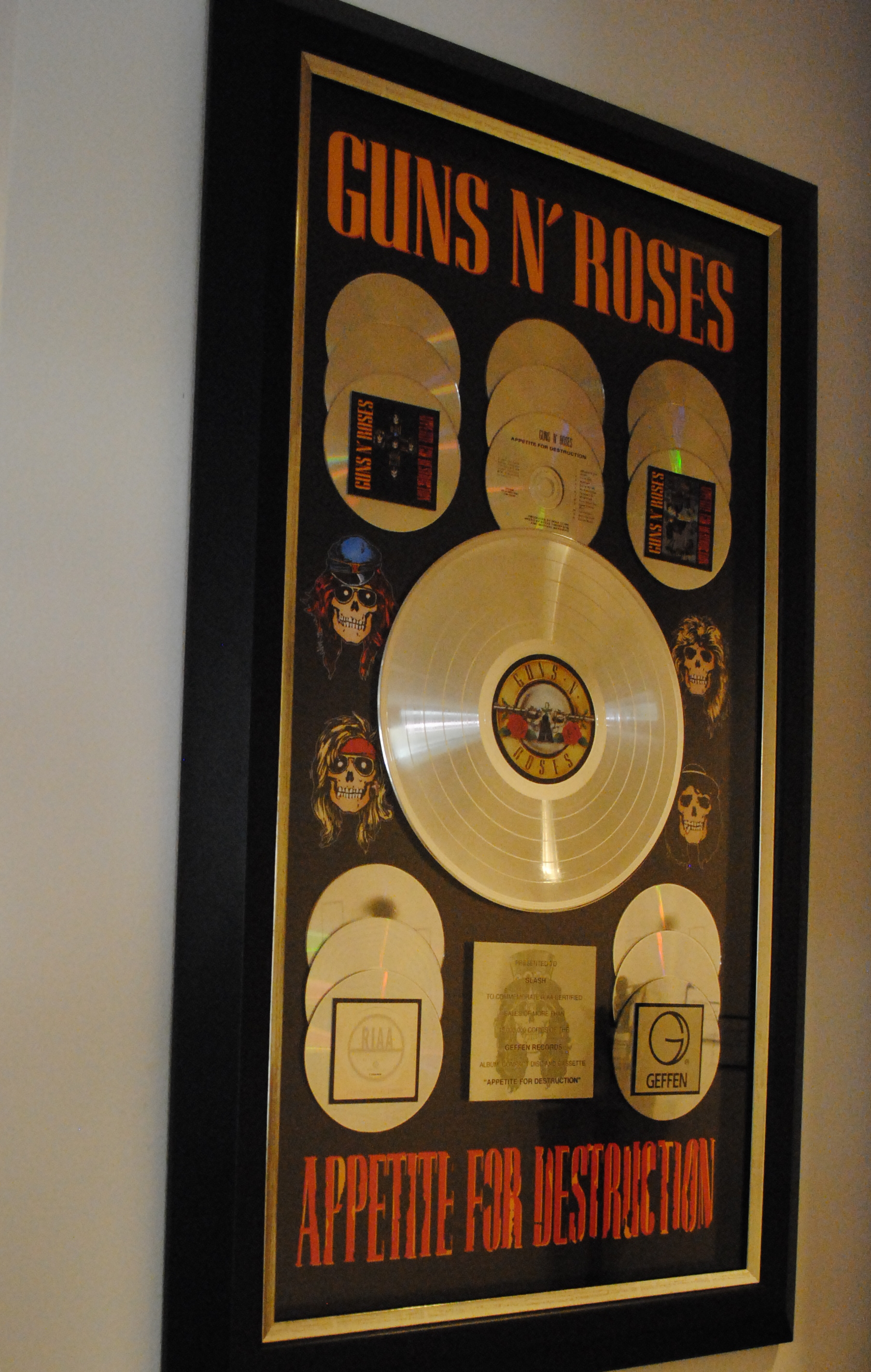
デビューアルバムの受賞額

- 1988 - Best New Artist - MTV Video Music Awards ("Welcome to the Jungle")
- 1989 - Favorite Pop/Rock Single - アメリカン・ミュージック・アワード ("Sweet Child O' Mine")
- 1989 - Best Heavy Metal Video - MTV Video Music Awards ("Sweet Child O' Mine")
- 1990 - Favorite Heavy Metal/Hard Rock Artist - アメリカン・ミュージック・アワード
- 1990 - Favorite Heavy Metal/Hard Rock Album - アメリカン・ミュージック・アワード (Appetite for Destruction)
- 1992 - Favorite Heavy Metal/Hard Rock Artist - アメリカン・ミュージック・アワード
- 1992 - Video Vanguard - MTV Video Music Awards
- 1992 - Best Cinematography - MTV Video Music Awards ("November Rain")
- 1993 - Best Selling Hard Rock Artist - ワールド・ミュージック・アワード

## 主なテレビ出演
- 1988 - MTV at The Ritz (full set - ニューヨーク)
- 1988 - The Late Show ("You're Crazy", "Used to Love Her" - ロサンゼルス)
- 1988 - MTV Video Music Awards ("Welcome to the Jungle" - ロサンゼルス)
- 1989 - アメリカン・ミュージック・アワード ("Patience" - ロサンゼルス)
- 1990 - Farm Aid IV ("Civil War", "Down on the Farm" - インディアナポリス)
- 1991 - Rock in Rio II (two full sets - リオデジャネイロ市)
- 1991 - MTV Video Music Awards ("Live and Let Die" - ロンドン)
- 1991 - MTV New Year's Eve (three songs - セントピーターズバーグ)
- 1992 - アメリカン・ミュージック・アワード ("Yesterdays" - ラスベガス)
- 1992 - Freddie Mercury Tribute Concert ("Paradise City", "Knockin' on Heaven's Door" - ロンドン)
- 1992 - Use Your Illusion Tour (full set - パリ)
- 1992 - Use Your Illusion Tour (「タイ・ユア・マザー・ダウン」、「ウィ・ウィル・ロック・ユー」 - クイーン covers ロンドン)
- 1992 - MTV Video Music Awards ("November Rain" (with エルトン・ジョン) - ロサンゼルス)
- 1992 - Use Your Illusion Tour (full set - サンティアゴ)
- 1992 - Use Your Illusion Tour (full set - ブエノスアイレス)
- 1993 - Use Your Illusion Tour (full set - ブエノスアイレス)
- 2001 - Rock in Rio III (full set - リオデジャネイロ市)
- 2002 - MTV Video Music Awards (メドレー: "Welcome to the Jungle", "Madagascar", "Paradise City" - ニューヨーク)
- 2006 - Rock in Rio V (partial set - live from リスボン)
- 2006 - ダウンロード・フェスティバル ("My Michelle" (with Sebastian Bach), "Paradise City" - ドニントンパーク)
- 2006 - Rock am Ring (partial set - ニュルブルクリンク)

## 主なインターネット出演
- 2006 - Rock in Rio V (full set - live from Lisboa)
- 2006 - Inland Invasion (full set - live from )

## 主な未発表曲
- Bring It Back Home - 『ユーズ・ユア・イリュージョン 』のレコーディング期にカリフォルニア州ランボー・スタジオにて録音された。
- Crash Diet - GN'R LIESのレコーディング期にカリフォルニア州ランボー・スタジオにて録音された。
- Goodnight Tonight - 1986年ロサンゼルスのクラブ、THE ROXXYにて演奏された。
- Just Another Sunday - 『ユーズ・ユア・イリュージョン 』のレコーディング期にカリフォルニア州ランボー・スタジオにて録音された。
- Sentimental Movie - 『ユーズ・ユア・イリュージョン 』のレコーディング期にカリフォルニア州ランボー・スタジオにて録音。ダフ・マッケイガンのボーカルによる。
- Ain't Goin' Down - バンドをモチーフにしたピンボールに使用されている楽曲。1986年にロサンゼルスのクラブWhisky a Go Goにて演奏されたほか、初期のライヴではThe Blues Jamとしてインスト演奏されていた。
- Too Much Too Soon - 『ユーズ・ユア・イリュージョン 』のレコーディング期に録音。
- Cornshucker（別名：Cornchucker)：ダフによる作曲で、かつてライヴで演奏されていた曲。アコースティックヴァーションがGN'R LIESのレコーディング期に録音されたが、アルバムには収録されなかった。
- It Tastes Good, Don't It?：アイアン・メイデンのツアー中に作曲されたラップナンバー。コンサートでは主にロケット・クイーン曲中に挿入されて演奏され、1992年2月22日東京公演においても演奏されている。

## ツアー
- The Early Days of Guns N' Roses (1985–1987)
- Appetite for Destruction Tour（英語版） (1987–1988)
- Use Your Illusion Tour（英語版） (1991–1993)
- Chinese Democracy Tour（英語版） (2001–2011)
- Up Close and Personal Tour（英語版） (2012)
- Appetite for Democracy（英語版） (2012–2014)
- Not in This Lifetime... Tour（英語版） (2016–2019)
- We're F'N' Back! Tour（英語版） (2021–2022)
- 2023 Tour（英語版） (2023)

## 来日公演

### 単独公演
- Appetite for Destruction World Tour 1988（1988年）
  - 7月04日・10日→12月4日・9日 東京 NHKホール
  - 7月06日→12月5日 大阪 フェスティバルホール
  - 7月08日→12月7日 東京 中野サンプラザ
  - 12月10日 東京 日本武道館（追加公演）
    - アクセル・ローズの喉の不調により7月から12月に公演を延期
- Use Your Illusion World Tour 1992（1992年）
  - 2月19日・20日・22日 東京 東京ドーム
- Use Your Illusion World Tour - Get in The Ring Tokyo 1993 -（1993年）
  - 1月12日・14日・15日 東京 東京ドーム
- Chinese Democracy World Tour 2007（2007年）
  - 4月14日・15日→7月14日・15日 千葉 幕張メッセ
  - 4月18日→7月17日 名古屋 レインボーホール→ 日本ガイシホール
  - 7月18日 東京 日本武道館（追加公演）
  - 4月21日・22日→7月21日 大阪 インテックス大阪
    - トミー・スティンソンの負傷により4月から7月に公演を延期
    - Opening Act：MUCC
- Chinese Democracy World Tour 2009（2009年）
  - 12月16日 大阪 京セラドーム大阪
  - 12月19日 東京 東京ドーム
    - Opening Act：MUCC
    - 16日は機材トラブルで21時開演、終演時間が翌日0時1分[30]
    - 19日は18時40分開演、終演時間が22時10分[注 3]。
- SPECIAL GIG in TOKYO（2012年）
  - 12月18日 東京 Zepp東京
    - 機材トラブルにより開場・開演が約1時間遅延
- Not In This Lifetime World Tour 2017（2017年）
  - 1月21日 大阪 京セラドーム大阪[31]
  - 1月22日 神戸 ワールド記念ホール（追加公演）
  - 1月25日 横浜 横浜アリーナ（追加公演）
  - 1月28日・29日 埼玉 さいたまスーパーアリーナ
    - Opening Act（21日・22日・25日・29日）：BABYMETAL[32]
    - Opening Act（28日）： MAN WITH A MISSION[32]
- GUNS N' ROSES JAPAN TOUR 2022（2022年）
  - 11月5日・6日 埼玉 さいたまスーパーアリーナ[33]
    - Support Act（5日）：LOUDNESS[34]
    - Support Act（6日）：GRANRODEO、BAND-MAID[34]
- Because What You Want & What You Get Are Two Completely Different Things Live in Japan 2025（2025年）
  - 5月5日 横浜 Kアリーナ横浜[35]

### フェス
- Summer Sonic 2002（2002年）
  - 8月17日 千葉 千葉マリンスタジアム
  - 8月18日 大阪 WTCオープンエアスタジアム